# Trenchtling
Trenchtling är ett berg i Österrike.   Det ligger i distriktet Leoben och förbundslandet Steiermark, i den östra delen av landet, 130 km sydväst om huvudstaden Wien. Toppen på Trenchtling är 1 986 meter över havet, eller 36 meter över den omgivande terrängen. Bredden vid basen är 0,45 km.
Terrängen runt Trenchtling är kuperad åt sydost, men åt nordväst är den bergig. Närmaste större samhälle är Leoben, 18,8 km söder om Trenchtling. 
I omgivningarna runt Trenchtling växer i huvudsak blandskog. Runt Trenchtling är det ganska tätbefolkat, med 60 invånare per kvadratkilometer.